# Kurzbahneuropameisterschaften 2000
| Kurzbahneuropameisterschaften 2000 | Kurzbahneuropameisterschaften 2000 |
| ---------------------------------- | ---------------------------------- |
| Veranstaltungsort                  | Valencia                           |
| Teilnehmende Nationen              |                                    |
| Teilnehmende Athleten              |                                    |
| Entscheidungen                     | 38                                 |
| Eröffnung                          | 14. Dezember 2000                  |
| Abschluss                          | 17. Dezember 2000                  |

| Medaillenspiegel | Medaillenspiegel          | Medaillenspiegel | Medaillenspiegel | Medaillenspiegel | Medaillenspiegel |
| Platz            | Land                      | G                | S                | B                | Gesamt           |
| ---------------- | ------------------------- | ---------------- | ---------------- | ---------------- | ---------------- |
| 1                | Schweden                  | 10               | 4                | 2                | 16               |
| 2                | Italien                   | 7                | 1                | 1                | 9                |
| 3                | Deutschland               | 5                | 5                | 2                | 12               |
| 4                | Tschechien                | 3                | 3                | 3                | 9                |
| 5                | Slowakei                  | 3                | 0                | 1                | 4                |
| 6                | Vereinigtes Königreich    | 2                | 7                | 10               | 19               |
| 7                | Ukraine                   | 2                | 1                | 2                | 5                |
| 8                | Island                    | 2                | 1                | 0                | 3                |
| 9                | Russland                  | 1                | 3                | 1                | 4                |
| 10               | Kroatien Polen            | 1                | 2                | 1                | 4                |
| 12               | Slowenien                 | 1                | 0                | 3                | 4                |
| 13               | Schweiz                   | 1                | 0                | 1                | 2                |
| 14               | Frankreich                | 1                | 0                | 0                | 1                |
| 15               | Spanien                   | 0                | 4                | 2                | 6                |
| 16               | Dänemark                  | 0                | 2                | 1                | 3                |
| 17               | Estland Finnland          | 0                | 1                | 0                | 1                |
| 19               | Norwegen                  | 0                | 0                | 3                | 3                |
| 20               | Israel Litauen Österreich | 0                | 0                | 1                | 1                |

Die Kurzbahneuropameisterschaften 2000 im Schwimmen fanden vom 14. bis 17. Dezember 2000 in Valencia statt und wurden vom europäischen Schwimmverband LEN organisiert.
Die Wettkämpfe fanden im Palacio Velódromo Luis Puig und nur drei Monate nach den Olympischen Sommerspielen 2000 in Sydney statt.

## Zeichenerklärung
- WR – Weltrekord
- ER – Europarekord

## Schwimmen Männer

### Freistil

#### 50 m Freistil
| Platz | Land            | Athlet            | Zeit     |
| ----- | --------------- | ----------------- | -------- |
| 1     | Schweden        | Stefan Nystrand   | 00:21,52 |
| 2     | Verein. Königr. | Mark Foster       | 00:21,60 |
| 3     | Ukraine         | Oleksandr Wolynez | 00:21,70 |

#### 100 m Freistil
| Platz | Land     | Athlet          | Zeit     |
| ----- | -------- | --------------- | -------- |
| 1     | Schweden | Stefan Nystrand | 00:47,56 |
| 2     | Russland | Denis Pimankow  | 00:47,69 |
| 3     | Schweiz  | Karel Novy      | 00:47,87 |

#### 200 m Freistil
| Platz | Land            | Athlet                | Zeit     |
| ----- | --------------- | --------------------- | -------- |
| 1     | Italien         | Massimiliano Rosolino | 01:44,63 |
| 2     | Tschechien      | Květoslav Svoboda     | 01:45,27 |
| 3     | Verein. Königr. | Paul Palmer           | 01:46,24 |

#### 400 m Freistil
| Platz | Land            | Athlet                | Zeit        |
| ----- | --------------- | --------------------- | ----------- |
| 1     | Italien         | Massimiliano Rosolino | 03:39,59 ER |
| 2     | Verein. Königr. | Paul Palmer           | 03:44,80    |
| 3     | Tschechien      | Květoslav Svoboda     | 03:47,36    |

#### 1500 m Freistil
| Platz | Land    | Athlet                | Zeit        |
| ----- | ------- | --------------------- | ----------- |
| 1     | Italien | Massimiliano Rosolino | 14:36,93 ER |
| 2     | Spanien | Frederik Hviid        | 14:53,93    |
| 3     | Ukraine | Ihor Tscherwynskyj    | 14:56,36    |

### Schmetterling

#### 50 m Schmetterling
| Platz | Land            | Athlet              | Zeit     |
| ----- | --------------- | ------------------- | -------- |
| 1     | Verein. Königr. | Mark Foster         | 00:23,31 |
| 2     | Finnland        | Jere Hård           | 00:23,48 |
| 3     | Spanien         | Jorge Luis Ulibarri | 00:23,61 |

#### 100 m Schmetterling
| Platz | Land        | Athlet           | Zeit     |
| ----- | ----------- | ---------------- | -------- |
| 1     | Deutschland | Thomas Rupprath  | 00:51,31 |
| 2     | Schweden    | Lars Frölander   | 00:51,76 |
| 3     | Russland    | Anatoli Poljakow | 00:52,54 |

#### 200 m Schmetterling
| Platz | Land            | Athlet           | Zeit     |
| ----- | --------------- | ---------------- | -------- |
| 1     | Deutschland     | Thomas Rupprath  | 01:53,28 |
| 2     | Russland        | Anatoli Poljakow | 01:54,01 |
| 3     | Verein. Königr. | Stephen Parry    | 01:54,37 |

### Rücken

#### 50 m Rücken
| Platz | Land     | Athlet             | Zeit     |
| ----- | -------- | ------------------ | -------- |
| 1     | Kroatien | Ante Mašković      | 00:24,60 |
| 2     | Island   | Örn Arnarson       | 00:24,81 |
| 3     | Litauen  | Darius Grigalionis | 00:24,82 |

#### 100 m Rücken
| Platz | Land     | Athlet            | Zeit        |
| ----- | -------- | ----------------- | ----------- |
| 1     | Island   | Örn Arnarson      | 00:52,28 ER |
| 2     | Kroatien | Gordan Kožulj     | 00:52,57    |
| 3     | Polen    | Przemysław Wilant | 00:53,21    |

#### 200 m Rücken
| Platz | Land      | Athlet        | Zeit     |
| ----- | --------- | ------------- | -------- |
| 1     | Island    | Örn Arnarson  | 01:52,28 |
| 2     | Kroatien  | Gordan Kožulj | 01:53,50 |
| 3     | Slowenien | Blaž Medvešek | 01:54,61 |

### Brust

#### 50 m Brust
| Platz | Land        | Athlet              | Zeit     |
| ----- | ----------- | ------------------- | -------- |
| 1     | Deutschland | Mark Warnecke       | 00:27,11 |
| 1     | Tschechien  | Daniel Málek        | 00:27,11 |
| 1     | Italien     | Domenico Fioravanti | 00:27,11 |

#### 100 m Brust
| Platz | Land            | Athlet              | Zeit     |
| ----- | --------------- | ------------------- | -------- |
| 1     | Italien         | Domenico Fioravanti | 00:58,89 |
| 2     | Tschechien      | Daniel Málek        | 00:59,67 |
| 3     | Verein. Königr. | Darren Mew          | 01:00,04 |

#### 200 m Brust
| Platz | Land       | Athlet              | Zeit        |
| ----- | ---------- | ------------------- | ----------- |
| 1     | Frankreich | Stéphan Perrot      | 02:07,58 ER |
| 2     | Italien    | Domenico Fioravanti | 02:08,76    |
| 3     | Tschechien | Daniel Málek        | 02:08,86    |

### Lagen

#### 100 m Lagen
| Platz | Land      | Athlet        | Zeit     |
| ----- | --------- | ------------- | -------- |
| 1     | Slowenien | Peter Mankoč  | 00:54,14 |
| 2     | Estland   | Indrek Sei    | 00:54,22 |
| 3     | Italien   | Davide Cassol | 00:55,10 |

#### 200 m Lagen
| Platz | Land        | Athlet                | Zeit     |
| ----- | ----------- | --------------------- | -------- |
| 1     | Italien     | Massimiliano Rosolino | 01:56,62 |
| 2     | Deutschland | Christian Keller      | 01:57,68 |
| 3     | Slowenien   | Peter Mankoč          | 01:58,14 |

#### 400 m Lagen
| Platz | Land    | Athlet            | Zeit     |
| ----- | ------- | ----------------- | -------- |
| 1     | Italien | Alessio Boggiatto | 04:10,61 |
| 2     | Spanien | Frederik Hviid    | 04:12,94 |
| 3     | Israel  | Michael Halika    | 04:13,48 |

### Staffel

#### Staffel 4 × 50 m Freistil
| Platz | Land            | Athleten                                                           | Zeit     |
| ----- | --------------- | ------------------------------------------------------------------ | -------- |
| 1     | Schweden        | - Joakim Dahl - Stefan Nystrand - Lars Frölander - Claes Andersson | 01:27,52 |
| 2     | Deutschland     | - Thomas Winkler - Stephan Kunzelmann - Stefan Herbst - Sven Guske | 01:27,81 |
| 3     | Verein. Königr. | - Anthony Howard - Mark Foster - Stephen Parry - Matthew Kidd      | 01:28,18 |

#### Staffel 4 × 50 m Lagen
| Platz | Land        | Athleten                                                                        | Zeit     |
| ----- | ----------- | ------------------------------------------------------------------------------- | -------- |
| 1     | Deutschland | - Sebastian Halgasch - Mark Warnecke - Thomas Rupprath - Thomas Winkler         | 01:36,23 |
| 2     | Ukraine     | - Wolodymyr Nikolajtschuk - Oleh Lissohor - Andrij Serdinow - Oleksandr Wolynez | 01:37,48 |
| 3     | Kroatien    | - Ante Mašković - Vanja Rogulj - Tomislav Karlo - Duje Draganja                 | 01:37,71 |

## Schwimmen Frauen

### Freistil

#### 50 m Freistil
| Platz | Land            | Athlet                | Zeit     |
| ----- | --------------- | --------------------- | -------- |
| 1     | Schweden        | Therese Alshammar     | 00:24,09 |
| 2     | Verein. Königr. | Alison Sheppard       | 00:24,48 |
| 3     | Schweden        | Anna-Karin Kammerling | 00:24,75 |

#### 100 m Freistil
| Platz | Land     | Athlet            | Zeit     |
| ----- | -------- | ----------------- | -------- |
| 1     | Schweden | Therese Alshammar | 00:53,13 |
| 2     | Schweden | Johanna Sjöberg   | 00:53,82 |
| 3     | Slowakei | Martina Moravcová | 00:53,97 |

#### 200 m Freistil
| Platz | Land            | Athlet            | Zeit     |
| ----- | --------------- | ----------------- | -------- |
| 1     | Slowakei        | Martina Moravcová | 01:56,51 |
| 2     | Verein. Königr. | Karen Pickering   | 00:57,22 |
| 3     | Verein. Königr. | Karen Legg        | 01:57,60 |

#### 400 m Freistil
| Platz | Land            | Athlet           | Zeit     |
| ----- | --------------- | ---------------- | -------- |
| 1     | Russland        | Irina Oufimtsewa | 04:06,71 |
| 2     | Tschechien      | Jana Pechanová   | 04:09,52 |
| 3     | Verein. Königr. | Rebecca Cooke    | 04:10,80 |

#### 800 m Freistil
| Platz | Land            | Athlet           | Zeit     |
| ----- | --------------- | ---------------- | -------- |
| 1     | Schweiz         | Chantal Strasser | 08:27,23 |
| 2     | Verein. Königr. | Rebecca Cooke    | 08:29,24 |
| 3     | Tschechien      | Jana Pechanová   | 08:31,17 |

### Schmetterling

#### 50 m Schmetterling
| Platz | Land     | Athlet                | Zeit        |
| ----- | -------- | --------------------- | ----------- |
| 1     | Schweden | Anna-Karin Kammerling | 00:25,60 WR |
| 2     | Dänemark | Karen Egdal           | 00:26,72    |
| 3     | Schweden | Johanna Sjöberg       | 00:26,74    |

#### 100 m Schmetterling
| Platz | Land     | Athlet            | Zeit        |
| ----- | -------- | ----------------- | ----------- |
| 1     | Slowakei | Martina Moravcová | 00:57,54 ER |
| 2     | Schweden | Johanna Sjöberg   | 00:57,86    |
| 3     | Dänemark | Mette Jacobsen    | 00:58,91    |

#### 200 m Schmetterling
| Platz | Land        | Athlet          | Zeit        |
| ----- | ----------- | --------------- | ----------- |
| 1     | Deutschland | Annika Mehlhorn | 02:05,77 ER |
| 2     | Dänemark    | Mette Jacobsen  | 02:07,70    |
| 3     | Österreich  | Petra Zahrl     | 02:09,29    |

### Rücken

#### 50 m Rücken
| Platz | Land        | Athlet              | Zeit     |
| ----- | ----------- | ------------------- | -------- |
| 1     | Tschechien  | Ilona Hlaváčková    | 00:27,84 |
| 2     | Spanien     | Nina Schiwanewskaja | 00:28,10 |
| 3     | Deutschland | Daniela Samulski    | 00:28,12 |

#### 100 m Rücken
| Platz | Land            | Athlet              | Zeit     |
| ----- | --------------- | ------------------- | -------- |
| 1     | Tschechien      | Ilona Hlaváčková    | 00:58,82 |
| 2     | Verein. Königr. | Katy Sexton         | 01:00,04 |
| 3     | Spanien         | Nina Schiwanewskaja | 01:00,09 |

#### 200 m Rücken
| Platz | Land            | Athlet              | Zeit     |
| ----- | --------------- | ------------------- | -------- |
| 1     | Verein. Königr. | Joanna Fargus       | 02:08,19 |
| 2     | Spanien         | Nina Schiwanewskaja | 02:09,15 |
| 3     | Slowenien       | Anja Čarman         | 02:10,71 |

### Brust

#### 50 m Brust
| Platz | Land     | Athlet                 | Zeit     |
| ----- | -------- | ---------------------- | -------- |
| 1     | Schweden | Emma Igelström         | 00:31,26 |
| 2     | Polen    | Agnieszka Braszkiewicz | 00:31,55 |
| 3     | Norwegen | Anne-Mari Gulbrandsen  | 00:31,70 |

#### 100 m Brust
| Platz | Land     | Athlet                | Zeit     |
| ----- | -------- | --------------------- | -------- |
| 1     | Polen    | Alicja Pęczak         | 01:06,95 |
| 2     | Schweden | Emma Igelström        | 01:07,14 |
| 3     | Norwegen | Anne-Mari Gulbrandsen | 01:08,17 |

#### 200 m Brust
| Platz | Land     | Athlet                | Zeit     |
| ----- | -------- | --------------------- | -------- |
| 1     | Schweden | Emma Igelström        | 02:24,05 |
| 2     | Polen    | Alicja Pęczak         | 02:24,17 |
| 3     | Norwegen | Anne-Mari Gulbrandsen | 02:25,55 |

### Lagen

#### 100 m Lagen
| Platz | Land                   | Athlet            | Zeit     |
| ----- | ---------------------- | ----------------- | -------- |
| 1     | Slowakei               | Martina Moravcová | 01:00,58 |
| 2     | Deutschland            | Annika Mehlhorn   | 01:01,21 |
| 3     | Vereinigtes Königreich | Sue Rolph         | 01:01,25 |

#### 200 m Lagen
| Platz | Land      | Athlet           | Zeit     |
| ----- | --------- | ---------------- | -------- |
| 1     | Ukraine   | Jana Klotschkowa | 02:10,75 |
| 2     | Russland  | Oxana Werewka    | 02:12,15 |
| 3     | Slowenien | Sue Rolph        | 02:12,28 |

#### 400 m Lagen
| Platz | Land            | Athlet           | Zeit     |
| ----- | --------------- | ---------------- | -------- |
| 1     | Ukraine         | Jana Klotschkowa | 04:35,11 |
| 2     | Deutschland     | Annika Mehlhorn  | 04:39,02 |
| 3     | Verein. Königr. | Rachael Corner   | 04:40,11 |

### Staffel

#### Staffel 4 × 50 m Freistil
| Platz | Land            | Athleten                                                                        | Zeit        |
| ----- | --------------- | ------------------------------------------------------------------------------- | ----------- |
| 1     | Schweden        | - Annika Lofstedt - Therese Alshammar - Johanna Sjöberg - Anna-Karin Kammerling | 01:38,21 WR |
| 2     | Verein. Königr. | - Alison Sheppard - Sue Rolph - Karen Pickering - Rosalind Brett                | 01:38,39    |
| 3     | Deutschland     | - Britta Steffen - Petra Dallmann - Daniela Samulski - Verena Witte             | 01:39,63    |

#### Staffel 4 × 50 m Lagen
| Platz | Land            | Athleten                                                                       | Zeit        |
| ----- | --------------- | ------------------------------------------------------------------------------ | ----------- |
| 1     | Schweden        | - Therese Alshammar - Emma Igelström - Anna-Karin Kammerling - Johanna Sjöberg | 01:48,31 WR |
| 2     | Deutschland     | - Daniela Samulski - Sylvia Gerasch - Marietta Uhle - Petra Dallmann           | 01:50,96    |
| 3     | Verein. Königr. | - Sarah Price - Heidi Earp - Rosalind Brett - Alison Sheppard                  | 01:51,20    |